# Freimaurerloge Zur Weltkugel

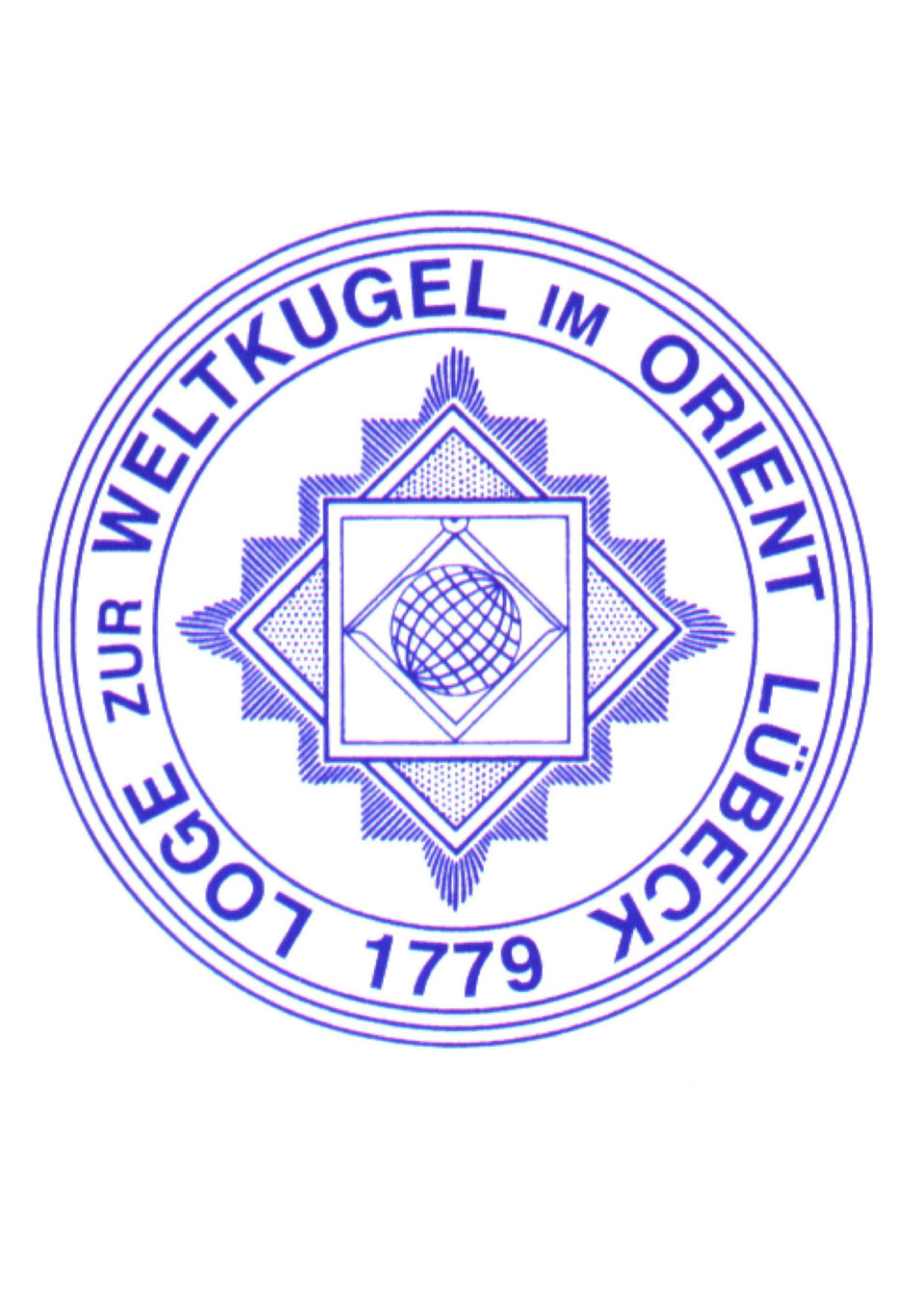
Siegel der Loge Zur Weltkugel

Zur Weltkugel ist eine Freimaurerloge in Lübeck.

## Gegenwart und Aktivitäten der Loge

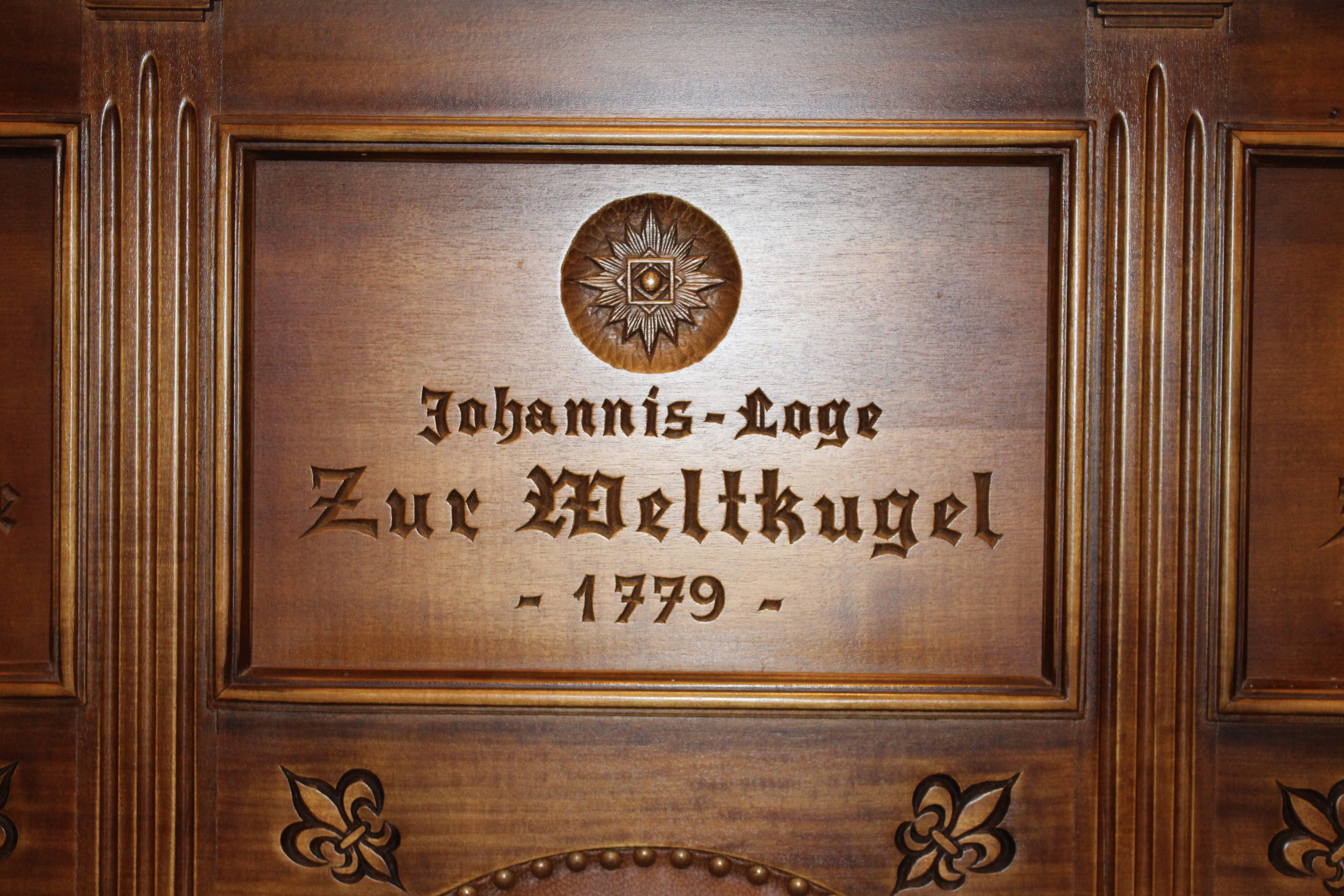
Das Namensschild der Lübecker Freimaurerloge Zur Weltkugel.

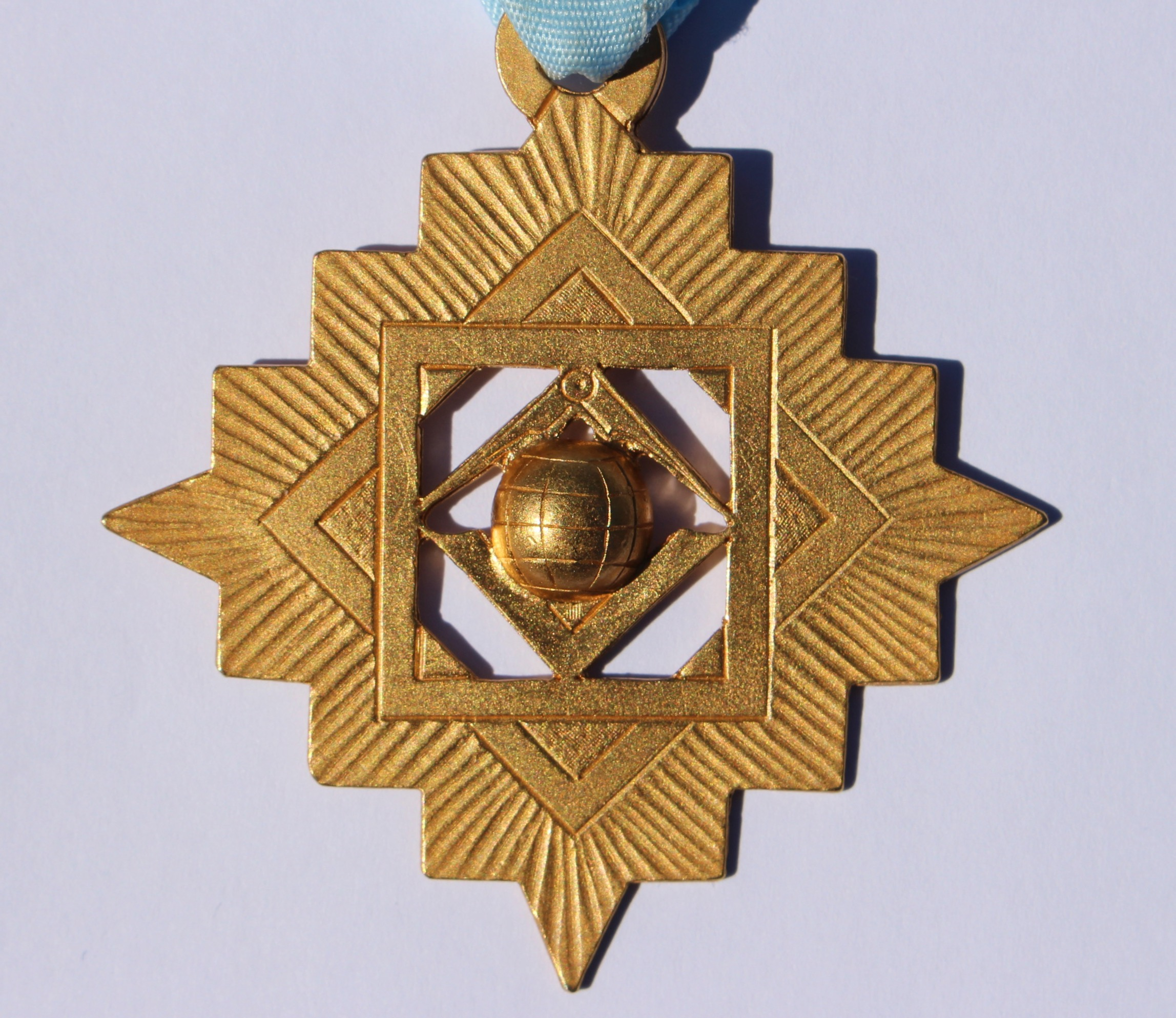
Das Bijou der Freimaurerloge Zur Weltkugel in Lübeck.

Die 1779 gegründete Freimaurerloge Zur Weltkugel zählt zu den traditionsreichsten Einrichtungen der Hansestadt Lübeck. Heute ist die Loge ein eingetragener Verein, dem 70 Mitglieder unterschiedlicher Berufsgruppen angehören. Sie treffen sich regelmäßig zu rituellen freimaurerischen Arbeiten und zu Diskussionen im Lübecker Logenhaus. Seit Juni 2025 ist Dr. Jörg Schenk Meister vom Stuhl der Loge.
Die Loge ist Mitglied und somit Tochterloge der Großloge der Alten Freien und Angenommenen Maurer von Deutschland. Sie gehört zu deren Distrikt Schleswig-Holstein/Mecklenburg-Vorpommern. In der Matrikel der Vereinigten Großlogen von Deutschland, die sich nach dem Alter der Logen richtet, trägt sie die Nummer 130. Als Johannisloge arbeitet sie seit 1802 nach den Ritualen nach Friedrich Ludwig Schröder in den drei Johannisgraden Lehrling, Geselle und Meister. Das Bijou der Loge ist ein von einem hellblauen Band getragenes Abzeichen, dessen Mitte durch die freimaurerischen Symbole Winkelmaß und Zirkel sowie eine Weltkugel gebildet wird. Das Bijou symbolisiert damit die weltumspannende Bruderschaft der Freimaurer.
Die Loge und deren Stiftung vergeben regelmäßig Spenden für kulturelles, humanitäres und soziales Engagement in der Hansestadt Lübeck und Umgebung. In den vergangenen Jahren wurden unter anderem als Preisträger geehrt: der Kinder- und Jugendhospizdienst Die Muschel, die Lübecker Knabenkantorei an St. Marien sowie 2024 die Obdachlosenunterkunft der Lübecker Diakonie Nord Nord Ost.

## Geschichte

### Gründung

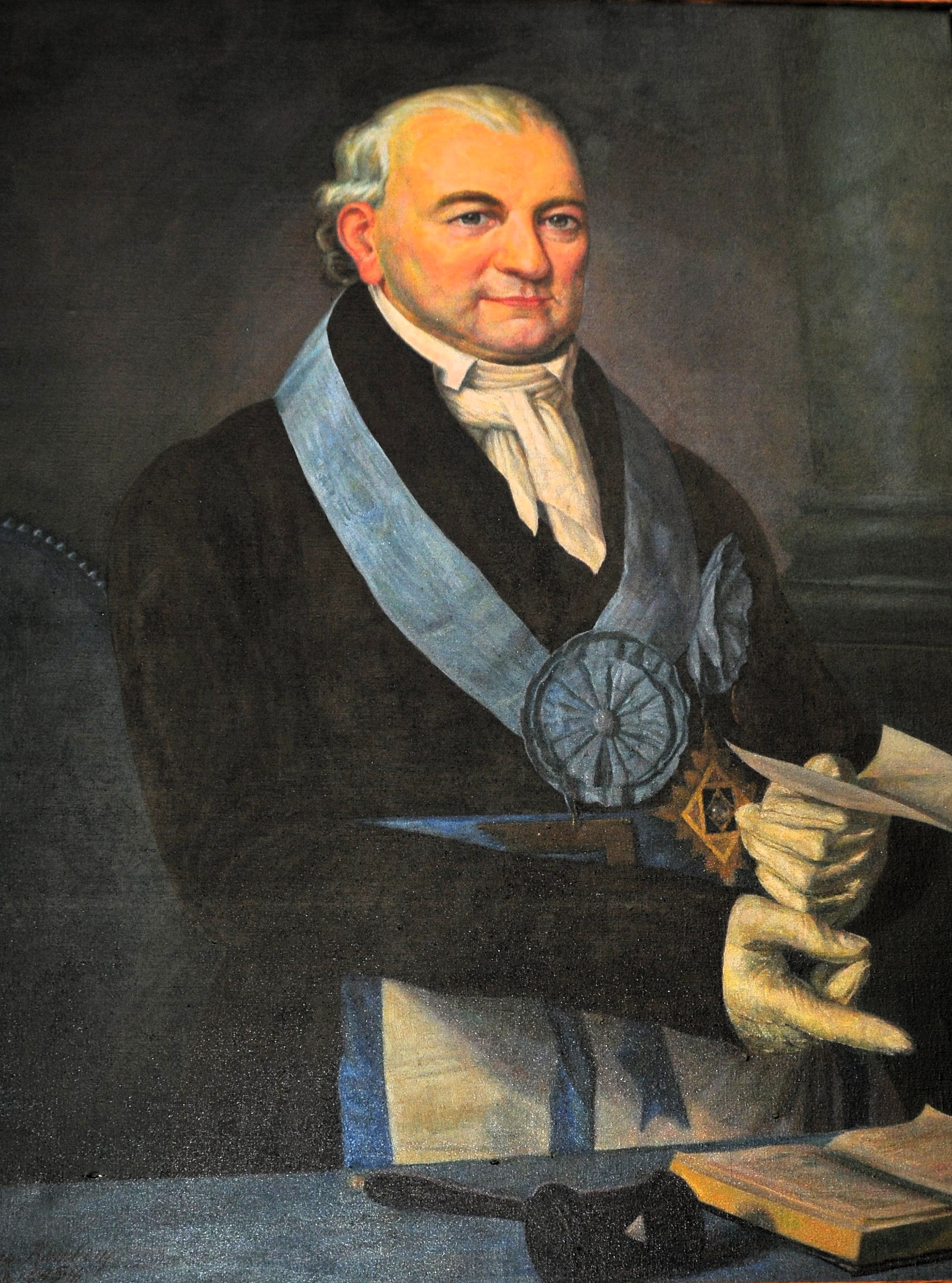
Ludwig Suhl, Meister vom Stuhl von 1789 bis 1819. Zeitgenössisches Gemälde.

Am 20. April 1779 wurde die Freimaurerloge Zur Weltkugel von acht ehemaligen Angehörigen der Loge Zum Fruchthorn, die später den Namen Zum Füllhorn annahm, in Lübeck gegründet. Als erster Meister vom Stuhl wurde Johann Gottlieb Möhring gewählt, von Beruf Leutnant bei der Lübecker Garnison und später Kommandant von Travemünde. Die Brüder versammelten sich zu freimaurerischen Arbeiten an jedem ersten Dienstag im Monat unter anderem im Gasthof König von England in der Breiten Straße 93 oder im Hotel Stadt Hamburg am Klingenberg. Ab 1787 siedelte die Loge für die rituellen Arbeiten in die Ebbesche Wirtschaft in der Beckergrube 10 über.
1789 umfasste die Bruderschaft 29 Freimaurer. Im selben Jahr wurde Ludwig Suhl zum Meister vom Stuhl gewählt. Mit seinem Freimaurer-Bruder Christian Adolph Overbeck, dem späteren Lübecker Bürgermeister, und weiteren Lübeckern gründete er die Literärische Gesellschaft zur wissenschaftlichen Unterhaltung und gegenseitiger Unterrichtung, die seit 1793 den Namen Gesellschaft zur Beförderung gemeinnütziger Tätigkeit trägt. Sie gilt als erste Bürgerinitiative Lübecks und wirkt seitdem in vielen Bereichen für die Verbesserung der Lebensverhältnisse in der Hansestadt.

### 1800 bis 1932

Das ehemalige Logenhaus der Freimaurerloge Zur Weltkugel 1913 in der Lübecker Mengstraße (1942 zerstört)

Zunächst gehörte die Loge Zur Weltkugel der Großen Landesloge der Freimaurer von Deutschland, dem Freimaurerorden an. 1802 erfolgte der Übertritt zur Großen Provinzialloge von Hamburg und Niedersachsen und die Einführung des Rituals nach Friedrich Ludwig Schröder.
Während der französischen Besetzung Lübecks durch napoleonischer Truppen von 1806 bis 1813 kam die Logenarbeit ab 1811 zum Erliegen. Nach dem Abzug der Franzosen konnten die regelmäßige Arbeiten im Oktober 1814 mit 52 Freimaurern wieder aufgenommen werden. Hierfür wurden nun Räumlichkeiten in der Schafferei, einem in der Kaiserstraße gelegenen Wirtshaus, genutzt.
1834 erwarb die Loge das Grundstück in der Lübecker Mengstraße 7 und baute dort ein eigenes Logenhaus, so dass die rituellen Arbeiten und Zusammenkünfte fortan nicht mehr in Hotels oder Wirtschaften stattfinden mussten. Die Loge Zum Füllhorn benutzte aufgrund brüderlicher Vereinbarung das Logenhaus bis 1861 mit.
1884 wurde das Nachbarhaus in der Mengstraße 9 hinzugekauft und das Logenhaus vergrößert. Aber auch diese Erweiterung reichte wegen der bis zum Jahr 1902 auf 419 Mitglieder angewachsenen Loge nicht. 1912 wurden deshalb weitere Grundstücke in der Mengstraße 11 sowie in der rückseitig angrenzenden Alfstraße 14 erworben. Das Logenhaus wurde erneut vergrößert und modernisiert. In den großzügigen Räumlichkeiten des umgebauten Logenhauses konnte 1929 das 150. Jubiläum festlich begangen werden.

### 1933 bis 1945
Am 20. April 1933 beschloss die Mitgliederversammlung unter dem Druck der Nationalsozialisten, die Logenarbeit einzustellen. Danach trat der letzte Meister vom Stuhl zusammen mit anderen Brüdern der NSDAP bei und versuchte, die ehemalige Loge als eine Parteiorganisation ohne freimaurerische Inhalte und Formen weiterbestehen zu lassen. Am 27. September 1933 versammelte sich die Bruderschaft letztmals im inzwischen völlig ausgeräumten früheren Arbeitssaal des Logenhauses in Anwesenheit der Geheimen Staatspolizei. Dabei berichtete der letzte Meister vom Stuhl, dass die NSDAP die Überführung in eine Parteiorganisation abgelehnt habe. Die Bruderschaft beschloss daraufhin, die Loge aufzulösen. Das Recht auf Nutzung des Logenhauses wurde gegen Übernahme der Hypotheken der Evangelisch-Lutherischen Kirche in Lübeck übertragen, die es unter dem Namen Bugenhagenhaus für kirchliche Zwecke verwendete. Mit dem am 17. August 1935 angeordneten Verbot der Freimaurerei in Deutschland wurden Logenhaus und Grundstücke von den Nationalsozialisten enteignet und fielen an die Hansestadt Lübeck. Die Nutzungseinräumung an die Evangelisch-Lutherische Kirche blieb davon unberührt. Bei einem britischen Luftangriff auf Lübeck am 28./29. März 1942 wurde das ehemalige Logenhaus vollständig zerstört. 

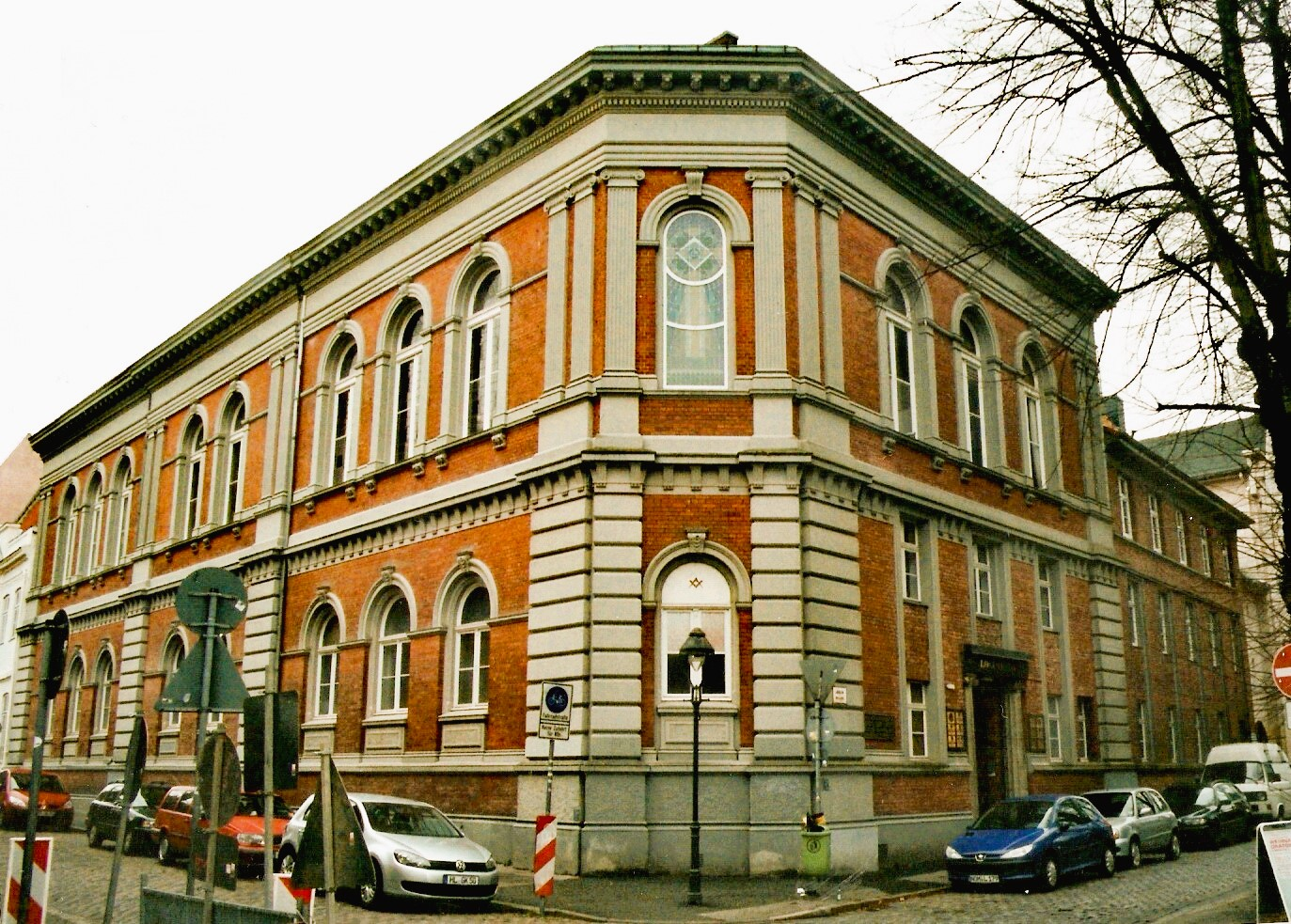
Das Logenhaus in der St.-Annen-Straße 2 in Lübeck, in dem die Freimaurerloge Zur Weltkugel arbeitet.

### Neubeginn nach Kriegsende
Im Juni 1945, einen Monat nach Kriegsende, beschloss die Bruderschaft mit Genehmigung der britischen Militärbehörde in Lübeck die Wiedereröffnung der Loge. Der beantragte Wiedereintritt in die Loge wurde 53 früheren Mitgliedern, die nach dem 1. Januar 1937 der NSDAP angehörten hatten, grundsätzlich versagt. Diesbezügliche Entscheidungen traf eine zu diesem Zweck zusammengestellte Kommission der Loge. Da das ehemalige Logenhaus 1942 kriegsbedingt zerstört worden war, trafen sich die Brüder im Hause des Lübecker Freimaurers Erwin Buchwald in der Hüxtertorallee 18. Hier konnte am 24. Juni 1945, dem Johannistag, das freimaurerische Licht in Anwesenheit von 52 Brüdern erstmals seit 1933 wieder entzündet werden. Dabei handelte es sich um die erste rituelle freimaurerische Arbeit in Deutschland nach dem Ende des Zweiten Weltkriegs. Zwei Monate später mussten die Arbeiten allerdings erneut eingestellt werden, da die Militärregierung der britischen Besatzungszone im Zuge des allgemeinen Versammlungsverbots jede Tätigkeit von Freimaurerlogen bei Strafandrohung untersagt und die der Loge zuvor erteilte Genehmigung widerrufen hatte.
1947 konnten die Brüder die Loge mit Genehmigung der britischen Militärbehörden endgültig wiedererrichten. Die monatlichen Zusammenkünfte fanden zunächst erneut in den Privaträumen des Freimaurers Erwin Buchwald statt, später in der Gesellschaft zur Beförderung gemeinnütziger Tätigkeiten in der Lübecker Innenstadt.

### 1949 bis heute
Seit Gründung der Großloge der Alten Freien und Aufgenommenen Maurer von Deutschland im Jahre 1949 ist die Loge Zur Weltkugel deren Mitglied. 1950 verließen 18 Brüder die Loge und gründeten die Freimaurerloge Zur Weltbruderkette. Im selben Jahr erhielt die Loge Zur Weltkugel für ihre rituellen Arbeiten und Veranstaltungen Miet- und Gastrecht im Logenhaus der Loge Zum Füllhorn in der St.-Annen-Straße 2 in der Lübecker Altstadt. 

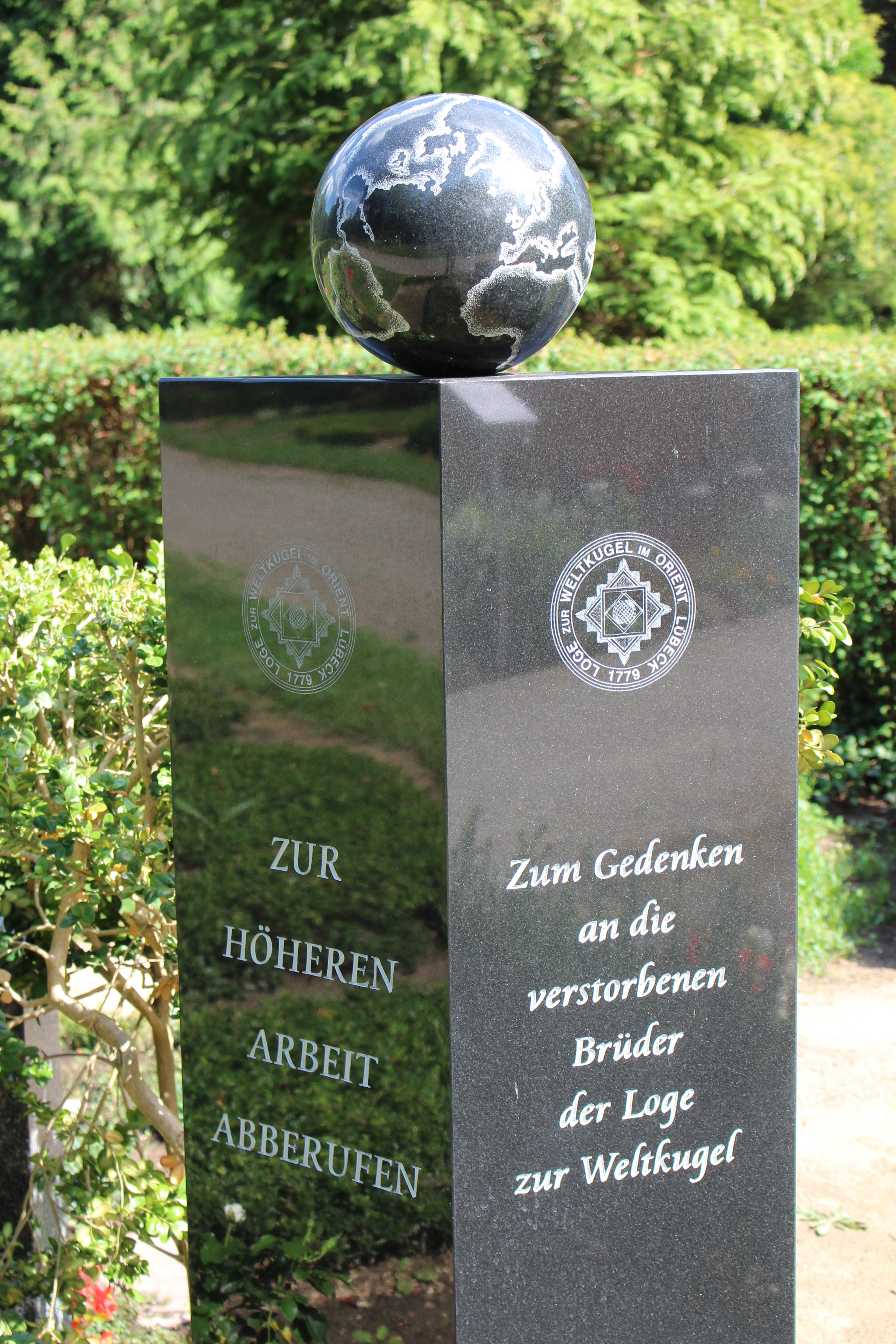
Das Denkmal der Loge auf dem Lübecker Burgtorfriedhof.

Nach Kriegsende hatte die Loge wiederholt gegenüber der Hansestadt Lübeck ihre Eigentumsansprüche auf die von den Nationalsozialisten enteigneten und der Stadt zugefallenen Grundstücke in der Mengstraße und der Alfstraße erhoben. Nachdem die Kirchengemeinde bereits ihre Nutzungsrechte zurückgegeben hatte, kam am 15. Juli 1955 ein Pachtvertrag mit der Hansestadt Lübeck zustande. Auf dieser Grundlage zahlte die Stadt einen jährlichen Betrag in Höhe von 2.400,- DM. 1970 beschloss die Lübecker Bürgerschaft, die Loge mit einer einmaligen Zahlung in Höhe von 150.000,- DM für die Grundstücke abschließend zu entschädigen. Diese Summe diente als Grundstock einer zunächst nicht rechtsfähigen Stiftung, die 1993 in eine rechtsfähige Stiftung bürgerlichen Rechts überführt wurde.
1979 wurde das 200. Stiftungsfest mit Freimaurern aus Deutschland, Schweden und Dänemark im Logenhaus gefeiert und durch zahlreiche, teils öffentliche Veranstaltungen begleitet. Nach der deutschen Wiedervereinigung bemühten sich die Brüder der Weltkugel erfolgreich um Logen-Neugründungen im benachbarten Mecklenburg. Erster Meister vom Stuhl der am 19. Februar 1993 gegründeten Schweriner Loge Eintracht in Freiheit wurde Max Depke, der zuvor für insgesamt 12 Jahre Meister vom Stuhl der Loge Zur Weltkugel gewesen war. Die Wiedergründung der Loge Zur Vaterlandsliebe in Wismar am 2. Oktober 2005 wurde ebenfalls von Brüdern der Loge Zur Weltkugel tatkräftig unterstützt.
2023 wurde auf dem Lübecker Burgtorfriedhof ein Denkmal der Loge Zur Weltkugel errichtet. An der mit freimaurerischen Symbolen und Inschriften versehenen Stele wird im Juni eines jeden Jahres der verstorbenen Freimaurer der Loge gedacht.
2024 schlossen die Loge Zur Weltkugel und die Kopenhagener Loge De Gamle Pligter ein als Masonic Twinning bezeichnetes Abkommen zur grenzüberschreitenden freimaurerischen Zusammenarbeit, zum Erfahrungsaustausch und zu gegenseitigen Besuchen. Die feierliche Unterzeichnung fand im Logenhaus in Kopenhagen im Beisein des stellvertretenden Großmeisters der Vereinigten Großlogen von Deutschland und hochrangiger Vertreter des dänischen Freimaurerordens statt.

## Bekannte Logenmitglieder
Für den Zeitraum von 1779 bis 1929 wurde die Übersicht aller in diesem Zeitraum von der Loge aufgenommenen Brüder ausgewertet. Für die Zeit nach 1929 stützt sich diese Übersicht vor allem auf logeninterne Verzeichnisse. Die Aufzählung bekannter Logenmitglieder erhebt jedoch keinen Anspruch auf Vollständigkeit.
- Johannes Daniel Benda, Jurist und Politiker, Meister vom Stuhl 1898–1924
- Carl Alfred Brattström, Kaufmann und Senator der Hansestadt Lübeck
- Wilhelm Brehmer, Senator und Bürgermeister der Hansestadt Lübeck
- Christian von Brokes, Senator der Hansestadt Lübeck, Mitbegründer der Loge Zur Weltkugel
- Friedrich Christian Heinrich Bruns, Historiker, Syndikus der Lübecker Bürgerschaft
- Johann Georg Buchwald, Fayencemeister
- Johann Daniel Zacharias Burjam, Kirchenmusiker
- Max Depke, Mitglied Nationales Olympisches Komitee, Präsident Deutscher Judobund, Meister vom Stuhl 1964–1969 sowie 1974–1981
- Heinrich Georg Louis Eckholt, Kaufmann und Senator der Hansestadt Lübeck
- Johann Heinrich Evers, Kaufmann und Senator der Hansestadt Lübeck
- Emil Ferdinand Fehling, Senator und Bürgermeister der Hansestadt Lübeck
- Carl Ludwig Fernow, Kunsttheoretiker und Romanist
- Hermann Fey, Musikpädagoge
- Karl Herrmann Paul Geister, Jurist und Senator der Hansestadt Lübeck
- Friedrich Wilhelm Grabau, Kaufmann und Senator der Hansestadt Lübeck
- Carl Friedrich Christian von Großheim, Lehrer und Schulgründer in der Hansestadt Lübeck
- Carl Friedrich Ernst von Großheim, Architekt und Präsident der Preußischen Akademie der Künste
- Anton Bernhard Carl Hagedorn, Historiker und Staatsrat in Hamburg
- Daniel Heinrich Hasentien, Jurist, Meister vom Stuhl 1789, Mitbegründer der Loge Zur Weltkugel
- Hermann Jimmerthal, Organist und Komponist
- Heinrich Klug, Senator und Bürgermeister der Hansestadt Lübeck
- Marcus Joachim Karl Klug, Historiker und Pastor, Meister vom Stuhl 1850–1867
- Ewald Kongsbak, Erfinder der als Lübecker Hütchen bezeichneten Leitkegel
- Georg Nicolaus von Lübbers, dänischer Etatsrat, Bauherr des Herrenhauses Stockelsdorf, Mitbegründer der Loge „Zur Weltkugel“
- Willibald Leo Freiherr von Lütgendorff-Leinburg, Maler, Kunsthistoriker, Direktor des Lübecker Museums am Dom
- Johann Gottlieb Möhring, Offizier, Kartograph, erster Meister vom Stuhl 1779–1789
- Siegfried Seligmann Mühsam, Apotheker und Chemiker
- Christian Adolph Overbeck, Bürgermeister der Hansestadt Lübeck, Diplomat und Mitbegründer der Loge Zur Weltkugel
- Christian Gottfried Poser, Pädagoge, Meister vom Stuhl 1819–1850
- August Heinrich Andreas Sartori, Pädagoge, Meister vom Stuhl 1879–1898
- Georg Hermann Schröder, Lübecker Schulrat
- Wilhelm Stahl, Musikwissenschaftler
- Hans-Jürgen Sterly, Schulleiter und Autor
- Ludwig Suhl, Jurist, Bibliothekar, einer der führenden Vertreter der Aufklärung in Lübeck, Meister vom Stuhl 1789–1819
- Peter Sünnenwold, Politiker, Stadtpräsident der Hansestadt Lübeck
- Carl Friedrich Wehrmann, Historiker, Leiter Lübecker Staatsarchiv, Meister vom Stuhl 1867–1879